# 上清河

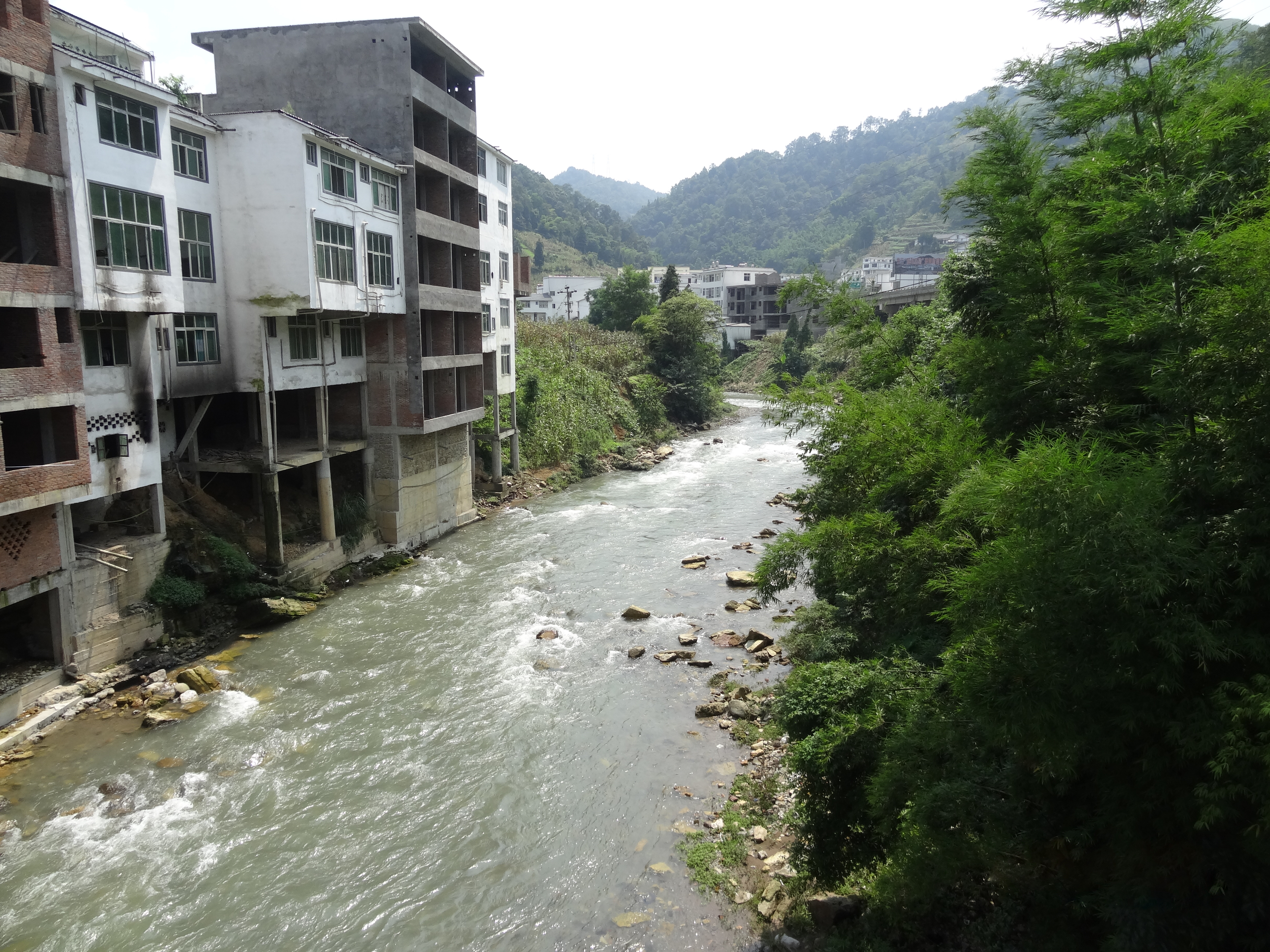
中和镇河道

上清河位于中华人民共和国云南省昭通市盐津县西部，是关河左岸支流。发源于盐津县中和镇天宁村鱼孔溪西南，蜿蜒向北流至中堡村后转东北流，经中和镇，于普洱镇汇入关河。全长32千米，流域面积204.3千米。